# Pentatropis
Pentatropis es un género de enredaderas de la familia Apocynaceae. Contiene 19 especies. Son originarias de África, Madagascar, Arabia e India. Su hábitats son lugares costeros de arena, rocas y lugares rocosos en los bosques secos en alturas de 0-200 metros.

## Descripción
Son enredaderas herbáceas o sufrutescente, que alcanza los 4 m de alto, ricamente ramificada, de látex escaso e incoloro. Las hojas cortamente pecioladas; herbáceas y carnosas, de 1-5 cm de largo, 0,4-3 cm de ancho, ovadas, basalmente redondeadas a cordadas, ápice obtuso o agudo.
Las inflorescencias son extra-axilares, solitarias, más cortas que las hojas adyacentes, con 1-5 flores, simples,  subsésiles a sésiles. 

## Taxonomía
El género fue descrito por R.Br. ex Wight & Arn. y publicado en Contributions to the Botany of India 52. 1834.

## Especies
| - Pentatropis atropurpurea Benth. - Pentatropis bentii (N.E.Br.) Liede - Pentatropis capensis (L.f.) Bullock - Pentatropis cynanchoides R.Br. - Pentatropis fasciculatus N.E.Br. - Pentatropis hoyoides K.Schum. - Pentatropis kempeana F.Muell. - Pentatropis linearis Decne. - Pentatropis madagascariensis Decne. - Pentatropis microphylla Wall. - Pentatropis nivalis (J.F.Gmel.) D.V.Field & J.R.I.Wood - Pentatropis novo-guineensis Valeton - Pentatropis oblongifolia (Costantin) Liede - Pentatropis officinalis Hemsl. - Pentatropis pierrei Costantin - Pentatropis quinquepartita Benth. - Pentatropis rigida Chiov. - Pentatropis senegalensis Decne. - Pentatropis spiralis Decne. |